# Dariusz Łuczak
Dariusz Łuczak (ur. 12 lutego 1959 w Hajnówce) – polski prawnik i urzędnik państwowy, funkcjonariusz Urzędu Ochrony Państwa i Agencji Bezpieczeństwa Wewnętrznego, generał brygady w korpusie oficerów ABW, w latach 2013–2015 szef ABW.

## Życiorys
Ukończył studia prawnicze na białostockiej filii Uniwersytetu Warszawskiego. W latach 80. pracował jako instruktor zawodu w Zespole Szkół Zawodowych w Hajnówce, następnie w latach 1990–1995 był zastępcą kierownika Urzędu Rejonowego w tym mieście. Na przełomie lat 80. i 90. wchodził w skład zarządu regionu NSZZ „Solidarność” w Białymstoku.
Od 1995 związany ze służbami specjalnymi – początkowo z Urzędem Ochrony Państwa, a następnie z powstałą w jego miejsce Agencją Bezpieczeństwa Wewnętrznego. W latach 1999–2001 zajmował stanowisko zastępcy szefa delegatury, po czym przez rok kierował delegaturą UOP. Od 2002 do 2008 pełnił funkcję szefa białostockiej delegatury ABW. Później do 2011 był dyrektorem Departamentu Ochrony Ekonomicznych Interesów Państwa i Zwalczania Przestępczości Zorganizowanej, następnie przez rok pełnił obowiązki dyrektora delegatury stołecznej, nadzorując również trzy departamenty w centrali. W kwietniu 2012 został powołany na zastępcę szefa ABW, a w styczniu 2013 objął obowiązki szefa. W marcu tego samego roku został ogłoszony kandydatem na szefa ABW – powołany na tę funkcję został 16 kwietnia 2013. Posiadał wówczas stopień pułkownika. 2 kwietnia 2015 prezydent RP Bronisław Komorowski mianował go na stopień generała brygady. 19 listopada 2015 odwołany ze stanowiska szefa ABW.

## Ordery i odznaczenia
- Krzyż Kawalerski Orderu Odrodzenia Polski – 2010[1]
- Srebrny Krzyż Zasługi – 2003[5]
- Brązowy Krzyż Zasługi – 1999[6]
- Brązowy Medal „Za zasługi dla obronności kraju” – 2000[1]
- Brązowy Medal „Za Zasługi dla Straży Granicznej” – 2011[1]
- Złoty Medal za Długoletnią Służbę – 2012[1]
- Odznaka Honorowa imienia gen. Stefana Roweckiego „Grota” – 2011[1]